# Lipizzaner
Lipizzaner är en hästras som härstammar från Krain, slovenskspråkigt dåvarande kronland i Österrike. Idag sker den främsta aveln av hästarna i Österrike (på stuteriet Piber), Ungern (Szilvásvárad) samt i Lipica i nuvarande Slovenien som räknas som rasens stamort och som även gett rasen dess namn. Uppfödning av hästrasen i större skala förekommer även på andra orter, såsom i Đakovo i Kroatien.
Lipizzanern är mest känd genom Spanska ridskolan i Wien där den används för uppvisningar av klassisk ridkonst i den högre skolan. Den vita skimmelfärgen är den dominanta, men det förekommer även bruna och svarta hästar. Fölen föds mörka och vitnar med åren. Lipizzanerhästen har fått en stark kulturell status i Slovenien och finns avbildade på det slovenska 20 cents euro-myntet. Såväl i Österrike som i Ungern sker aveln under statligt överinseende och kontroll. Med all rätt kallas lipizzanern för en europeisk kulturhästras, som dessa regeringar anser vara mycket viktig att bevara.
Lipizzanern har på grund av sitt lättlärda och arbetsvilliga lynne även blivit populära inom ridsporten, då främst dressyren, där de utmärker sig. Lipizzanern används även som körhäst.

## Historia

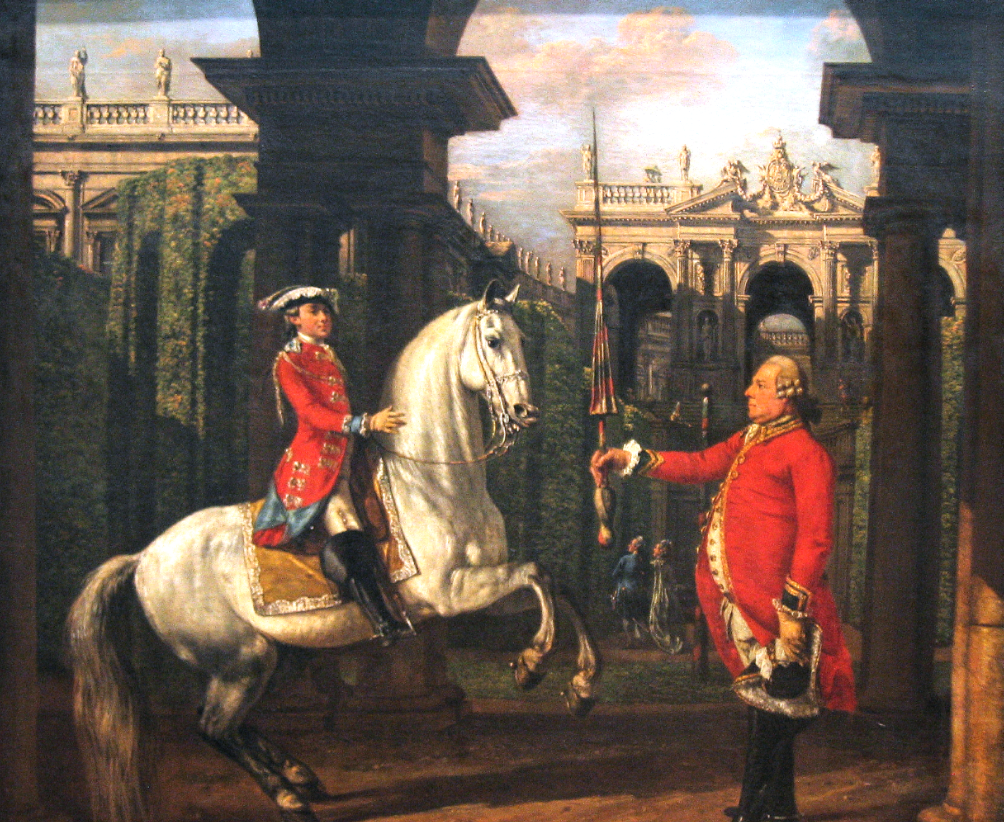
En målning av Cannaletto från 1773, visar en Lipizzanerhingst vid Spanska ridskolan i Wien

Lipizzanern har sin början i stuteriet i Lipica som grundades 1580 av ärkehertigen Karl II för att förse det habsburgska hovet och hovstallet i Wien med rid- och körhästar. Platsen som valdes var byn Lipica (stavat Lipiza ("lilla linden") på 1500-tals-slovenska och därefter italianiserat till Lipizza) i Slovenien. Stuteriet inriktade sig på att avla fram hästar som främst var vita i färgen, något som ansågs spegla kungariket. Inledningsvis köptes 24 ston och 9 hingstar från Spanien, bland annat de berömda spanska hästarna och arabiska fullblod. Dessa korsades med inhemska hästar i Slovenien, så kallade Karsthästar, som var kända för sin vita färg och höga benföring. 
Under Napoleonkrigen, 1736, evakuerades hästarna till Szekesfehervar i Ungern i väntan på att få återvända till Lipizza. Ett halvsekel senare kunde man återvända för att finna stuteriet helt förstört och arkiven i aska. Stuteriet byggdes snabbt upp och aveln kunde fortsätta, men man var tvungen att börja om från början med stambokföringen och all dokumentationer. Stuteriet fortsatte importera och avla på spanska hästar under hela 1700-talet, men även napolitanska hästar och hästar från Danmark och Tyskland. Under 1800-talet påverkades hästarna även starkt av det arabiska fullblodet, bland annat genom den vita hingsten Siglavy som importerades till stuteriet år 1816. 
Sedan ett krig blossat upp mellan Österrike och Frankrike 1805 evakuerades lipizzanerhästarna från stuteriet i Lipica till stuteriet i Đakovo i dåvarande Kejsardömet Österrike, dagens Kroatien. 1806 började man föda upp lipizzanerhästar i Đakovo. Under första världskriget flyttades hästarna tillbaka "tills vidare" till de då förenade länderna Österrike-Ungern, men kriget ledde till dubbelmonarkins upplösning och ett decimerat Österrike. Lipica kom att ligga oåtkomligt på den italienska sidan av gränsen, och det nya stuteriet Piber grundades i Steiermark år 1920. Piber blev det nya huvudstuteriet för rasen. Under andra världskriget flyttades en stor del av Lipizzanerhästarna till ett stuteri i Hostau i Tjeckien av nazisterna. De efterlämnade hästarna evakuerades även till Österrike när stuteriet Piber var hotat av bombning. De viktigaste avelshingstarna flyttades helt till Spanska ridskolan i Wien som var säker från bombningar. Men den efterföljande svälten gjorde att många hingstar stals för att gå till köttproduktion. 

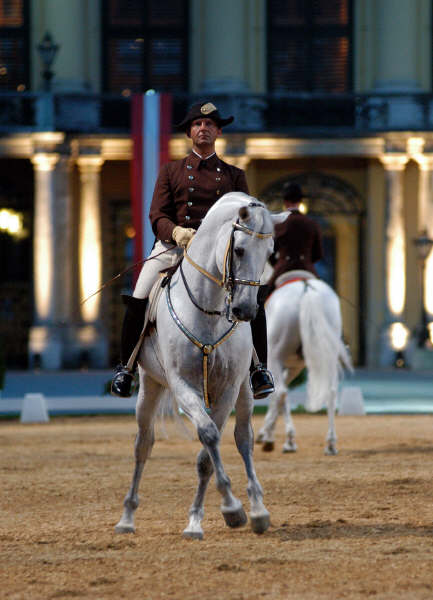
Lipizzanern är mest berömda som de vita dansande hästarna på Spanska ridskolan där de genomför tuffa program i klassisk dressyr

1945 föll St Martins under amerikanskt styre. Den amerikanske generalen George S. Patton hade tidigare haft en karriär som ryttare och tävlat tillsammans med Alois Podhajsky, som nu stod som föreståndare för den spanska ridskolan. De två männen återsågs på ridskolan och efter att Podhajsky visat en imponerande uppvisning med de hästar och ryttare som fanns kvar på skolan gick den amerikanska armén med på att beskydda rasen tills de kunde återföras till Österrike. 
När det tjeckiska stuteriet i Hostau blev ockuperat av den sovjetiska armén berättade tyska militärer för den amerikanska armén var de gamla lipizzanerhästarna kunde hittas. Den 28 april 1945 genomfördes en räd mot stuteriet och 250 hästar fördes tillbaka till Österrike. Men efter kriget, 1947, återbördades endast 11 hästar till det ursprungliga stuteriet i Piber och ett program för att rädda rasen startades. Beståndet kunde födas upp genom samarbete mellan de olika stuterierna i Slovenien, Ungern och Österrike. 
Idag är rasen så gott som räddad men är ganska ovanlig med cirka 3 000 registrerade exemplar. Lipizzanern är främst känd för de uppvisningar i förstklassig ridkonst som hålls på Spanska ridskolan i Wien. År 2005 firade Spanska ridskolan 60-årsjubileet för rasens räddning, samt som en hyllning till generalen George S Patton, genom att åka till USA på en turné. Idag räknas denna hästras till barockhästarna. 

## Stamhingstarna
Aveln av lipizzanerhästen utgick ifrån åtta godkända hingstlinjer, vars karaktärer återspeglas i rasen än idag. Släktskapet med stamhingstarna visas genom namngivningstraditioner där fölen får ett namn som återspeglar den hingstlinje som fölet tillhör.
- Pluto - skimmelhingst, en Frederiksborgare av med spansk härkomst, född 1765 på det kungliga danska stuteriet Frederiksborgs stuteri, importerad 1772.
- Conversano - svart Napolitansk hingst, född 1767, importerad från Italien.
- Maestoso - skimmelfärgad av ren Spansk häst, född år 1773 på Österrikiska kejserliga stuteriet i Kladrub.
- Favory - black, född 1779, från österrikiska kejserliga stuteriet, Kladrub
- Neapolitano - brun, född 1790, napolitansk häst från Polesina
- Siglavy - skimmel, arab, född 1810, importerad från Orienten år 1816
- Incitato - skimmel född år 1802 hos greve Pal Bethlen i Siebenbürgen
- Tulipan - född år 1880 på lipizzanerstuteriet Terezovac i Ungern. Är främst framträdande i stamtavlor hos hästar födda i Ungern och på stuteriet Đakovo i Kroatien.

Idag ska alla födda Lipizzanerhästar kunna spåras tillbaka till minst en av dessa hingstar i sin stamtavla för att få registreras.

## Egenskaper
Lipizzaner föds även upp vid de statliga stuterierna i Ungern, Kroatien, Rumänien och Tjeckien. Det finns variationer inom rasen och Piber-typen är inte den dominerande. Lipizzanern är främst en ridhäst men många av dem som föds upp utanför Piber är också goda körhästar. En del används fortfarande inom jordbruket, men det förekommer väldigt sällan. Lipizzanerhästarna är kända för att kunna utföra de absolut svåraste och tuffaste skolorna inom den klassiska dressyren, bland annat skolorna ovan mark med mycket svåra hopp. 
Lipizzanerhästarna är främst skimmelfärgade, men är ibland svarta eller bruna. Bruna hästar används inte i aveln men enligt tradition hålls alltid en brun hingst vid Spanska ridskolan. Föl som är skimmelfärgade föds alltid mörka men brukar blekna till vita innan åtta års ålder. Enbart hingstarna används vid spanska ridskolan. 
Lipizzanaren är en häst i typisk barockstil och det är en ganska liten häst med en mankhöjd på cirka 150–160 cm. Lipizzanaren är en kompakt häst med starka ben och kraftigt bakparti. Halsen är muskulös och huvudet har en lätt utåtbuktande nosprofil. Viktigast för uppfödarna är dock temperamentet. En Lipizzanerhäst ska vara lättlärd, arbetsvillig och lätthanterlig. 
Uppfödningen på Karstplatån gav hästarna den karaktär som de har än idag och hästarna trivs bäst i liknande miljöer. Uppfödning i mildare klimat har enbart visat lägre födelsetal. Lippizzanaren växer och mognar relativt långsamt men blir ofta väldigt gammal. 